# 特伦斯·考森
特伦斯·考森（英語：Terrance Cauthen，1976年5月14日—），新泽西州人，美国男子拳击运动员。他曾代表美国参加1996年夏季奥林匹克运动会拳击比赛，获得男子60公斤级铜牌。